# Saint-Valère
Saint-Valère es un municipio canadiense situado en la provincia de Quebec.

## Superficie
Saint-Valère tiene una superficie de 108,1 km².

## Demografía
En 2021, tenía 1188 habitantes, una densidad poblacional de 11 hab./km², y 529 viviendas.